# Israelische Frauen-Handballnationalmannschaft
Die israelische Frauen-Handballnationalmannschaft vertritt Israel bei internationalen Turnieren im Frauenhandball. Sie wird vom Israelischen Handballverband unterhalten.

## Platzierungen bei Meisterschaften

### Weltmeisterschaften
keine Teilnahme 

#### Weltmeisterschaft 2021
In der Qualifikation zur Handball-Weltmeisterschaft der Frauen 2021 schied das Team im März 2021 in der ersten Runde bei einem Turnier in Luxemburg nach einem Sieg gegen Luxemburg und Niederlagen gegen die Ukraine und die Slowakei aus.

### Europameisterschaften
keine Teilnahme 

#### Europameisterschaft 2020
In der Qualifikation zur Europameisterschaft 2020 schied das Team im Juni 2019 in der ersten Runde bei einem Turnier in Griechenland nach einem Sieg gegen Luxemburg, einem Unentschieden gegen Finnland und einer Niederlage gegen Griechenland aus.

#### Europameisterschaft 2022
In der Qualifikation zur Europameisterschaft 2022 spielte das Team im Juni 2021 in der ersten Runde ein Turnier in Färöer gegen die Färöer (25:29) und Finnland (24:28) und konnte sich damit nicht qualifizieren.

### Olympische Turniere
keine Teilnahme 